# Defence of infancy
Als defence of infancy (engl. ‚Einrede der Kindheit‘) bezeichnet man im Strafrecht von England und Wales eine defence (Verteidigungseinrede). Als doli incapax (lat. ‚unfähig zur List‘) gelten demnach Kinder unter zehn Jahren (vgl. s. 50 des Children and Young Persons Act 1933). Bis 1998 galt ebenso für Kinder bis 14 Jahren die widerlegliche Vermutung des doli incapax. Lediglich in Einzelfällen, wenn der Nachweis gelang, dass das Kind klar wusste, dass es Unrecht tat, war die Vermutung des doli incapax widerlegt und das Kind konnte bestraft werden. Der Mord an James Bulger durch zwei elfjährige Jungen 1993 erschütterte England und führte zur Gesetzesänderung: Durch den Crime and Disorder Act (s. 34) wurde doli incapax 1998 aufgehoben. Hierdurch ist die Bestrafung von Kindern zwischen 10 und 14 Jahren spürbar erleichtert.